# Karl Aage Rasmussen
 Der er for få eller ingen kildehenvisninger i denne artikel, hvilket er et problem. Du kan hjælpe ved at angive troværdige kilder til de påstande, som fremføres i artiklen.

Karl Aage Rasmussen (født 13. december 1947 i Kolding) er komponist og forfatter. Han er uddannet på Det Jyske Musikkonservatorium i musikteori, musikhistorie og komposition, diplomeksamen 1970 og musikpædagogisk eksamen 1971. Indtil 2008 professor i komposition her.

## Liv og karriere
Karl Aage Rasmussen blev født på Kolding Sygehus og er søn af typograf Aage Walter Rasmussen og Marie Møller Kristensen, forældrene var blevet gift 30. juni 1946 i Borbjerg.
Citater og især collage spillede en afgørende rolle i Karl A. Rasmussen musik fra begyndelsen af 70'erne, men han anvendte i stigende grad materiale fra eksisterende musik i nye sammenhænge og til nye formål, oftest i en tætvævet montage af små løsdele der i sig selv er for korte til at virke som citater, men som monteres så tæt at de samler sig til et mønster. Også senere har han anvendt montage, men de mobile-lignende formforløb blev efterhånden afløst af mere retningsbestemte udviklingsformer. Dette er mærkbart både i interessen for musikdramatik og i værker som A Symphony in Time og strygekvartetterne Solos and Shadows og Surrounded by Scales.
Kammersymfonien Movements on a Moving Line indvarsler en lang periode præget af stærk interesse for tid og tempo, her f.eks. ved at musikken på samme tid forløber i flere forskellige tempi. Nye forestillinger om tids- og tempo-oplevelse, i nogen grad fremkaldt af den såkaldte fraktale matematik og begrebet selv-similaritet, har præget hans musik lige siden. Fra midt i 90'erne indgår desuden psykologiske og dramaturgiske udtrykselementer i højere grad end tidligere, f.eks. i en violinkoncert samt i værker som Scherzo with Bells og Webs in a stolen Dream.
I mere end en snes år fungerede Rasmussen som professor i komposition ved Det Jyske Musikkonservatorium i Aarhus. Blandt hans elever kan nævnes Louis Aguirre Rovira, Kaj Aune, Peter Bruun, Anders Brødsgaard, Karsten Fundal, Bo Gunge, Michael Nyvang, Østen Mikal Ore, Thomas Agerfeldt Olesen, Niels Rønsholdt og Simon Steen-Andersen.
Rasmussen har desuden en omfattende virksomhed som forfatter, ikke mindst af essays, samlet i foreløbig tre udgivelser og bogen Musik i det tyvende århundrede - en fortælling. Hans bøger om komponister som Schumann, Mahler, John Cage, Bach, George Gershwin, Prokofjev og Brahms og musikere som Glenn Gould og Svjatoslav Richter har opnået betydelig udbredelse. I de senere år har han desuden beskæftiget sig indgående med musik af Franz Schubert. Schubert efterlod sin opera "Sakontala" ufuldendt og med kun sangstemmerne skitseret, men Rasmussen har kompletteret og instrumenteret en opførelsesversion af værket, uropført i Stuttgart 2006. Han har desuden rekonstrueret hvad han mener er Schuberts hidtil forsvundne Gastein symfoni, en orkesterversion af Schuberts melodrama Der Taucher til den danske sanger Bo Skovhus, og fuldført ufuldendte værker som Schumanns 4. klaversonate og Gades klavertrio i B-dur (1839).
Karl Aage Rasmussen er ophavsmand til Numus festivalen i Århus og var med en kort afbrydelse dens leder i 24 år. Han har desuden fungeret som kunstnerisk leder af bl.a. Esbjerg Ensemble og Athelas Sinfonietta. 2000-2008 var han næstformand i Det kgl. Teaters bestyrelse. Han har desuden været formand for tonekunstudvalget under Statens Kunstfond samt flere gange medlem af musikrådet. 2015-17 var han tilknyttet Concerto Copenhagen som huskomponist (composer in residence).

## Værker efter genre, udvalg

### Opera
- Jefta (1977)
- Majakovskij (1978)
- Jonas (radio-opera 1983)
- Vores Hoffmann (klaverteater, 1986)
- Titanics undergang (1993)
- Sakontala (rekonstruktion af ufuldendt opera af Franz Schubert, 2003)

### Orkester
- Repriser (1968)
- Symphonie Classique (1969)
- Anfang und Ende (1973)
- A Symphony in Time (1982)
- Movements on a Moving Line (1987)
- Three Friends (1995)
- Løven, musen, den store elefant og Jens Pismyre (1997, musikfortælling efter Asger Jorn)
- Scherzo with Bells (1996)
- A Tempo (2001)
- Postludier, for 23 solostrygere (2007)
- Building (2007)

### Koncerter
- Contrafactum, cellokoncert (1980)
- Violinkoncert ("Sinking through the Dream Mirror", 1993)
- Dobbeltoncert for harpe og guitar (1998)
- Invisible Mirrors, for guitar og kammerorkester (1999)
- Concerto in Amber, for saxofonkvartet og barokstrygere (2012)
- Koncert for barok-obo (2016)
- Concerto for baroque oboe (2016)
- Koncert for barokviolin (2017)
- Concerto for baroque violin (2017

### Kammermusik
- Dette øjeblik (1966)
- Genklang (1972)
- Kærligheden er i verden (1975)
- A Ballad of Game and Dream (1975)
- Berio Mask (1977)
- Parts Apart (1978)
- Italiensk koncert (1981)
- Four, Five – for messingkvintet (1982)
- Solos and Shadows (strygekvartet, 1983)
- Surrounded by Scales (strygekvartet, 1985)
- Movements on a Moving Line (kammerversion, 1988)
- Webs in a Stolen Dream (1996)
- Twin Dream (1998)
- Trauergondol (1998)
- Camera oscura, saxofonkvartet (2001)
- Liri (2008)
- Follia, follia ... for 2 oboer, fagot, strygekvintet og cembalo (2015)
- Græs for stort kor a capella (2018)
- Gleichwie das Gras, Kantate efter Bach (2019)

### Klaversolo
- 13 Etuder og Postludier (1990)
- Contrary Dances (1992)
- Barcarole (1996)

### Bearbejdelser, rekonstruktioner o.l.
- Carl Nielsen: Commotio, tolkning for orkester (2000)
- Franz Schubert: Symfoni i E-dur (Gastein), rekonstruktion (2004)
- Robert Schumann: Fem Lieder, orkesterversion (2005)
- Franz Schubert: Der Taucher, orkesterversion (2006)
- Johannes Brahms: Serenade i D-dur, bearbejdet for 10 instrumenter
- Igor Stravinsky: Concertino, bearbejdet for ni instrumenter
- Erik Satie: Sports et divertissement, bearbejdet for syv instrumenter
- Robert Schumann: Ufuldstændig skitse til klaversonate nr. 4 fuldført (2009)
- Gustav Mahler: Symfoni nr. 4 bearbejdet for 16 solo instrumenter og sopransolist (2010)
- Niels W. Gade: Klavertrio i B-dur, 1839, tre ufuldendte satser fuldført (2017(

## Hæder
- 1987 Hakon Børresens mindelegat
- 1991 Carl Nielsen prisen
- 1997 Edition Wilhelm Hansen komponistpris
- 1997 Statens Kunstfonds livsvarige ydelse
- 2003 Selskabet for de skiønne og nyttige Videnskabers Pris
- 2012 Sylvia og Poul Schierbecks Legat
- 2017 Frobeniusfondens store hæderspris